# Криптовалютний гаманець
Криптовалютний гаманець — програмне забезпечення, призначене для безпечного зберігання, керування та відстеження прав власності на цифрові активи, такі як біткойни, ефіріум та інші криптовалюти. Криптогаманець дозволяє користувачам зберігати, отримувати та надсилати криптовалюту та взаємодіяти з мережею блокчейн.
Гаманець генерує унікальну пару відкритого та закритого ключів, які служать цифровим підписом користувача та необхідні для безпечного переказу коштів. Приватний ключ повинен зберігатися в секреті, оскільки він дає доступ до активів, що зберігаються в гаманці.

## Види

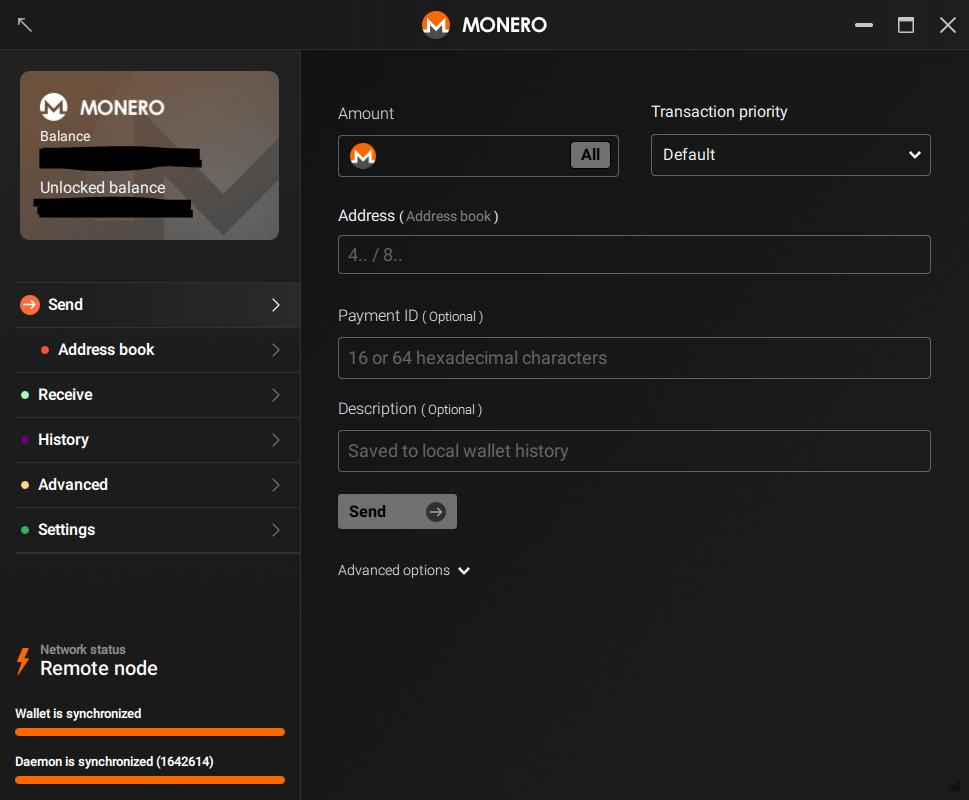
Інтерфейс Monero GUI Wallet на Windows 10

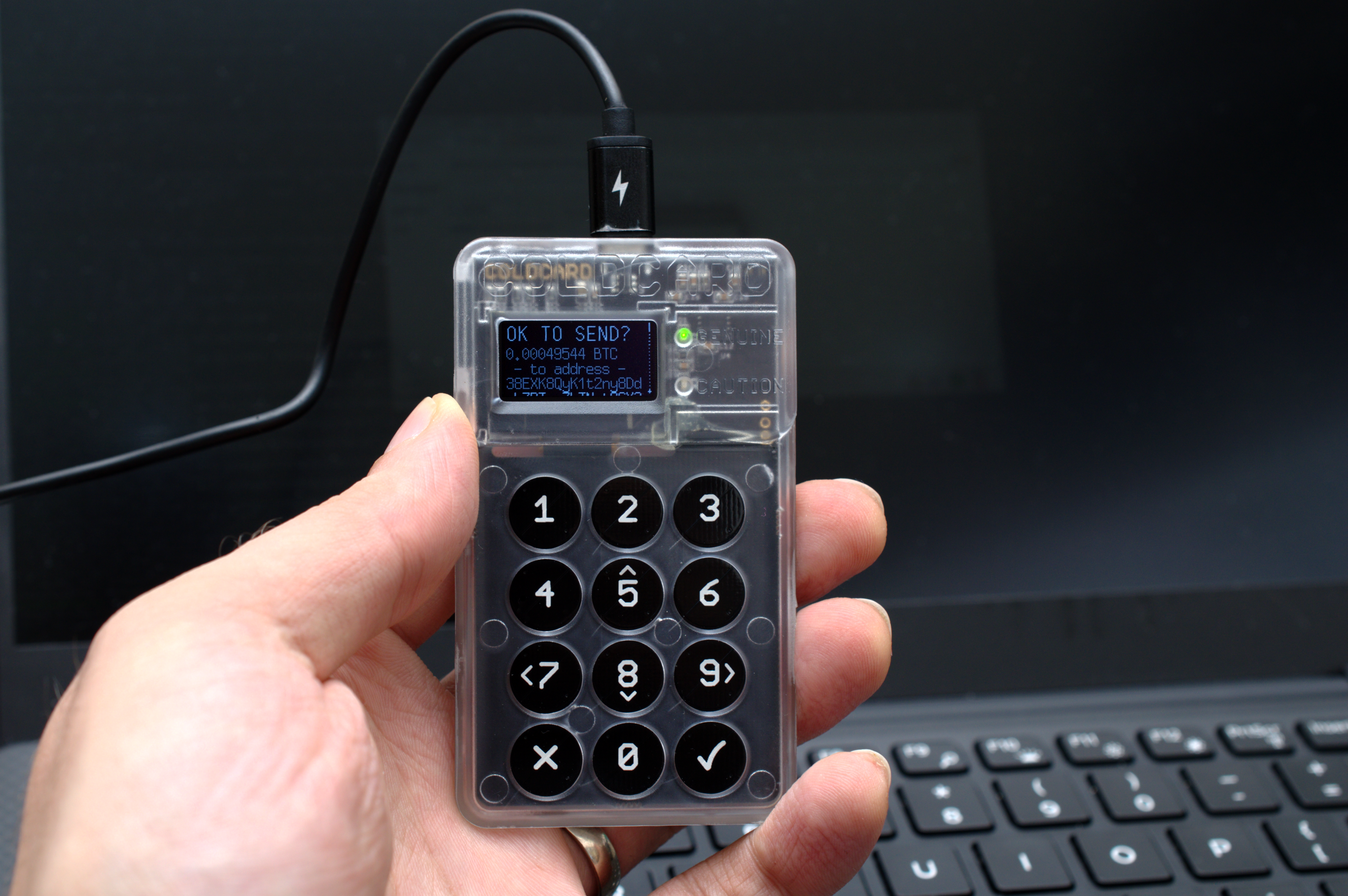
Апаратний гаманець Coinkite Coldcard Hardware Wallet

Існує кілька типів криптовалютних гаманців, зокрема:
- Гарячі гаманці: підключені до Інтернету та доступні з будь-якого пристрою.
- Холодні гаманці: призначені для автономного зберігання, наприклад апаратні гаманці, які пропонують вищий рівень безпеки, оскільки вони не вразливі до онлайн-загроз.
- Настільні (англ. Desktop) гаманці: встановлюються на комп'ютер і забезпечують повний контроль над закритими ключами.
- Мобільні гаманці: доступні з мобільного пристрою та зручні для транзакцій на ходу.

Вибір типу гаманця залежить від потреб користувача, таких як безпека, зручність і доступність.

## Технологія

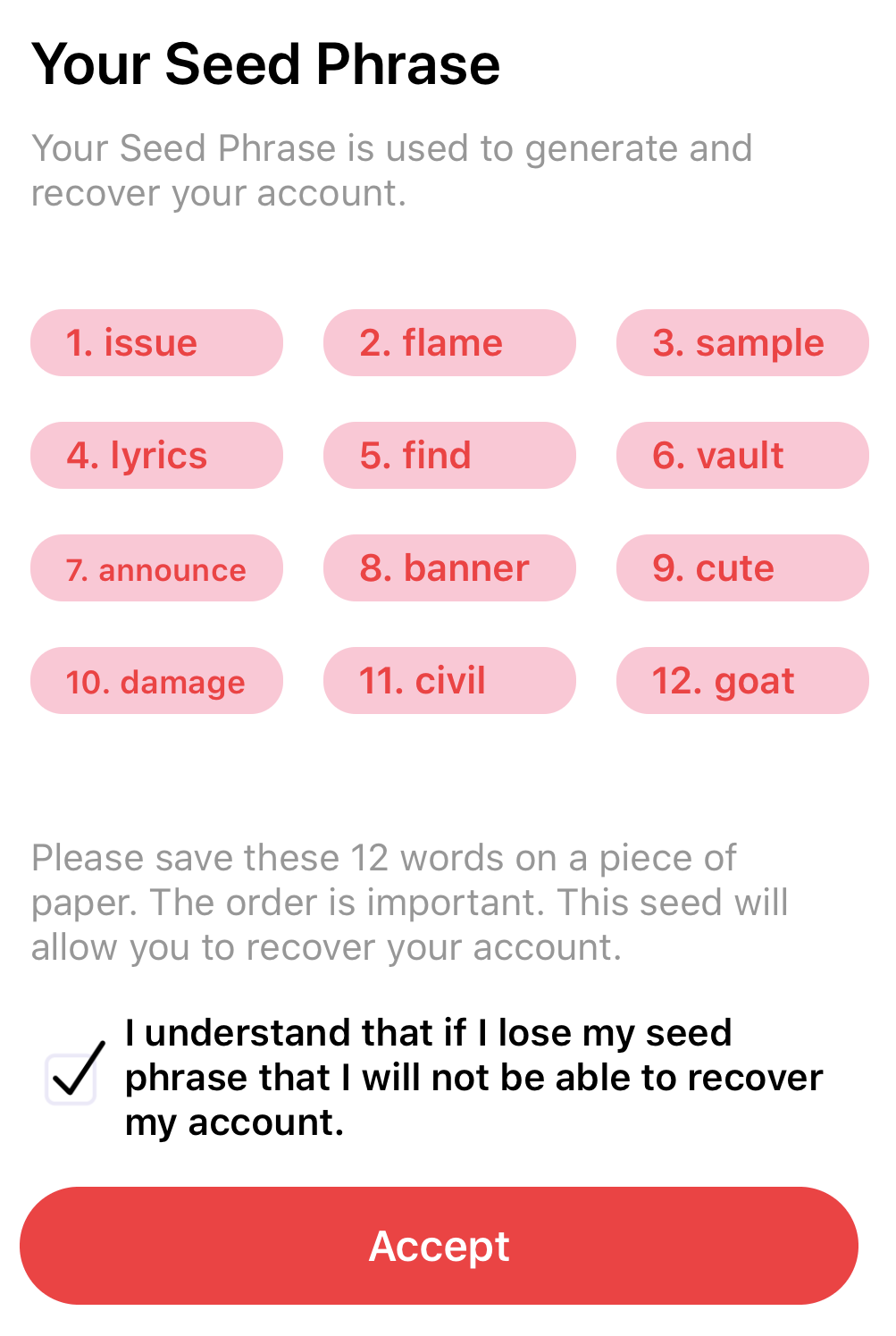
Приклад початкової фрази (seed phrase)

Криптовалютні гаманці будуються на різних технологіях, включаючи блокчейн, криптографію з відкритим ключем і шифрування.
Технологія блокчейн є базовою технологією більшості криптовалют і забезпечує децентралізовану, безпечну та прозору книгу для запису транзакцій. Мережа блокчейну підтримується мережею вузлів, що робить її стійкою до втручання та шахрайства.
Криптографія з відкритим ключем — це технологія створення унікальних пар відкритого та закритого ключів. Відкритий ключ використовується для отримання коштів, а закритий ключ використовується для підписання транзакцій і доступу до активів, що зберігаються в гаманці.
Технологія шифрування використовується для захисту даних, що зберігаються в гаманці, включаючи приватні ключі, вихідні фрази та іншу конфіденційну інформацію. Дані зашифровано за допомогою вдосконалених алгоритмів, що ускладнює доступ стороннім особам.
Крім того, багато криптовалютних гаманців використовують технологію мультипідпису, яка вимагає кількох підписів або схвалень перед виконанням транзакції. Це привносить додатковий рівень безпеки, оскільки кошти не можуть бути переказані без згоди кількох сторін.

## Проблеми
Хоча криптовалютні гаманці забезпечують безпечний і зручний спосіб керування цифровими активами, вони не позбавлені проблем і обмежень. Серед найпоширеніших:
1. Ризики безпеки. Криптогаманці вразливі до хакерських і кібератак, впливу шкідливого програмного  забезпечення[3], а також до вилучення через соціальну інженерію або фізичної крадіжки пристрою. Користувачам пропонується використання надійних паролів і зберігання початкової фрази в безпечному місці.
2. Проблеми сумісності. Не всі криптовалютні гаманці підтримують усі криптовалюти, а деякі гаманці можуть бути сумісні лише з певними блокчейн-мережами. Важливо дослідити сумісність гаманця перед початком його використання.
3. Помилка користувача. Криптовалютні гаманці можуть бути складними у використанні для недосвідчених користувачів. Це може призвести до помилок, таких як надсилання коштів на неправильну адресу або втрата доступу до активів через втрачену початкову фразу.
4. Обмежена функціональність. Деякі криптовалютні гаманці можуть мати обмежену функціональність, наприклад обмежену підтримку децентралізованих програм або обмежену інтеграцію з біржами та іншими платформами.
5. Проблеми масштабованості. Оскільки популярність криптовалют продовжує зростати, кількість транзакцій у мережах блокчейнів може призвести до проблем масштабованості, таких як повільний час транзакцій і високі комісії. Це може вплинути на зручність використання гаманців криптовалюти та загальну взаємодію з користувачем.